# Вильчатополосый лемур
Вильчатополосый лемур, или вилколобый мышиный лемур, или развилколобый фанер, или валуви (лат. Phaner furcifer) — вид лемуров рода вильчатополосых лемуров из семейства карликовых лемуров.
Обитает в прибрежных лесах северного и западного Мадагаскара. В рационе преимущественно древесные соки. Строение челюстей адаптировано к соскребанию древесных соков, вытекающих из трещин и ходов насекомых на деревьях: нижние зубы длинные, смотрят вперёд.
Течка у самок случается лишь раз в год, длится от трёх до четырёх дней, обычно в июне. В ноябре или декабре рождается единственный детёныш. Детёныш живёт вместе с родителями, мать носит его сначала на брюхе, затем на спине.